# Halowe Mistrzostwa Europy w Lekkoatletyce 1980 – pchnięcie kulą kobiet
Pchnięcie kulą kobiet – jedna z konkurencji technicznych rozgrywanych podczas halowych lekkoatletycznych mistrzostw Europy w hali Glaspalast w Sindelfingen.  Rozegrano od razu finał 1 marca 1980. Zwyciężyła reprezentantka Czechosłowacji Helena Fibingerová, która wcześniej zwyciężała w tej konkurencji w 1973, 1974, 1977 i 1978. Tytułu zdobytego na poprzednich mistrzostwach nie broniła Ilona Slupianek z Niemieckiej Republiki Demokratycznej.

## Rezultaty
Rozegrano od razu finał, w którym wzięło udział 5 miotaczek.

Opracowano na podstawie materiału źródłowego.
| Poz. | Zawodniczka        | Reprezentacja  | Próby | Próby | Próby | Próby | Próby | Próby | Wynik |
| Poz. | Zawodniczka        | Reprezentacja  | 1     | 2     | 3     | 4     | 5     | 6     | Wynik |
| ---- | ------------------ | -------------- | ----- | ----- | ----- | ----- | ----- | ----- | ----- |
| 01 ! | Helena Fibingerová | Czechosłowacja | 19,92 | 19,20 | 19,33 | 19,13 | x     | x     | 19,92 |
| 02 ! | Eva Wilms          | RFN            | 19,31 | 19,18 | 19,22 | 19,02 | 19,66 | 19,46 | 19,66 |
| 03 ! | Beatrix Philipp    | RFN            | 17,38 | 16,58 | 17,28 | 17,28 | 17,46 | 17,59 | 17,59 |
| 4.   | Cinzia Petrucci    | Włochy         | 16,00 | 16,96 | 16,86 | 16,71 | 16,78 | 16,76 | 16,96 |
| 5.   | Léone Bertimon     | Francja        | 15,86 | x     | 16,45 | 16,34 | x     | x     | 16,45 |